# Modern soul
Modern soul glazbeni je žanr koji je povezan s odjećom i plesnim stilom (pogotovo u disco doba), koji se ranih 1970-ih razvio u sjevernoj Engleskoj.

## Povijest
Modern Soul razvio se iz northern soul scene kada su neki sjeverni DJ-i počeli snimati nešto složenije i suvremenije snimke za američko i britansko tržište. Nastao je jedan bogatiji zvuk sa stilom lirskog i melodičnog soula za razliku od northern soula, ali i vrlo naprednog u smislu Hi-Fi audio i FM radio tehnologije. Još jedna prednost je za razliku od northern soula, je ponuda stalne objave novog materijala. Moderna Soul snimke nisu nužno moderne u bilo kojem trenutku vremena. Neke trenutne Moderna Soul snimke stare su oko 30 godina. Snimke su postale popularne kada su ih počeli izvoditi DJ-i northern soula.
Veliki dio originalnih izvođača modern soula došao je s northern soul scene i zadržavaju svoj glazbeni utjecaj kod rijetkih izdavačkih kuća. Jedan od prvih modern soul klubova nalazi se u Blackpool Mecca, Engleska, kojeg predvodi DJ Ian Levine. Približno u istom razdoblju, Colin Curtis je svirao s Anderson Brothersima, te snimaju skladbu "I Can See Him Loving You", dok se u modern soulu pojavio i Don Thomas sa snimkom "Come on Train".
Glavni izvođači ova dva soul žanra nalaze svoje različite putove i sviraju po raznim soul klubovima gdje se općenito svira modern ili northern soul. Modern soul postao je jedan od glavnih pravaca kojeg razni izvođači koriste u glazbi i njenom širem prostoru. U Liverpoolu su velikim dijelom ostali nezainteresirani za northern soul scenu u 1960-ma i 1970-ma, bazirajući se na Motown i funk. Zbog toga se grad pokazao kao vrlo plodno područje za suvremeni soul zvuk.
Unatoč njihovim početnim razlikama, northern i modern soul ostali su neobjašnjivo povezani žanrovi. Neki DJ izvođači kao što su Richard Searling i 'Soul Sam' (Martin Barnfather), imaju vodeća mjesta u northern i modern soulu već nekoliko desetljeća, dok većina ostalih soul izvođača po Velikoj Britaniji svira u oba žanra.
Modern soul je u glazbeno smislu dao mnogo više uspješnica nego northern soul, dok su izvođači modern soula imali unosnu karijeru, za razliku od zvijezda northern soula.

## Neki modern soul izvođači
| - Leroy Hutson - Greg Perry - Breakwater - Johnny Bristol - Johnnie Taylor - Bessie Banks - Jean Carne - Phyllis Hyman - Chapter 8 - The Controllers - Terence Trent D'Arby - William DeVaughn | - Lamont Dozier - Sam Dees - Loleatta Holloway - Willie Hutch - Al Johnson - Anthony White - Gloria Scott - Leon Ware - We the People - Luther Vandross - Bobby Womack - The Whispers |